# Thomas Mars
 (février 2025).
Si vous disposez d'ouvrages ou d'articles de référence ou si vous connaissez des sites web de qualité traitant du thème abordé ici, merci de compléter l'article en donnant les références utiles à sa vérifiabilité et en les liant à la section « Notes et références ».
Pour les articles homonymes, voir Mars.
Thomas Croquet, dit Thomas Mars, est un chanteur français, né le 21 novembre 1976 à Versailles. Il est le chanteur du groupe d'indie pop Phoenix, fondé en 1995 avec deux de ses amis d'enfance.

## Biographie
Il est le fils de Jean-Louis Croquet, fondateur de TNS-Sofres et propriétaire du domaine viticole de Château-Thuerry, dans le Var.

## Carrière
Depuis 2005, il partage sa vie avec la réalisatrice Sofia Coppola. Il l'a rencontrée lors de la préparation de la bande originale de son premier long métrage, Virgin Suicides, en 1999. Sous le pseudonyme de Gordon Tracks, il interprète la chanson du film, Playground Love, composée par le groupe Air. Depuis, il intervient sur les bandes originales de tous les films de Sofia Coppola, avec son groupe.

## Décoration
- Officier de l'ordre des Arts et des Lettres (2025)[1]

## Vie privée
Thomas Mars et Sofia Coppola ont deux enfants, Romy, née en novembre 2006, et Cosima, née en juin 2010. Le 27 août 2011, ils se sont mariés en Italie.